# Warren megye (Pennsylvania)
Warren megye az Amerikai Egyesült Államokban, azon belül Pennsylvania államban található. Megyeszékhelye és legnagyobb városa Warren. Lakosainak száma 38 587 fő (2020. április 1.). Warren megye Chautauqua, Cattaraugus, McKean, Elk, Venango, Crawford, Forest és Erie megyékkel határos.

## Népesség
A megye népességének változása:
| Lakosok száma | 41 755 | 41 488 | 41 188 | 40 885 | 40 396 | 38 587 |
|               | 2010   | 2011   | 2012   | 2013   | 2015   | 2020   |